# Sulzfelder Ortsbefestigung

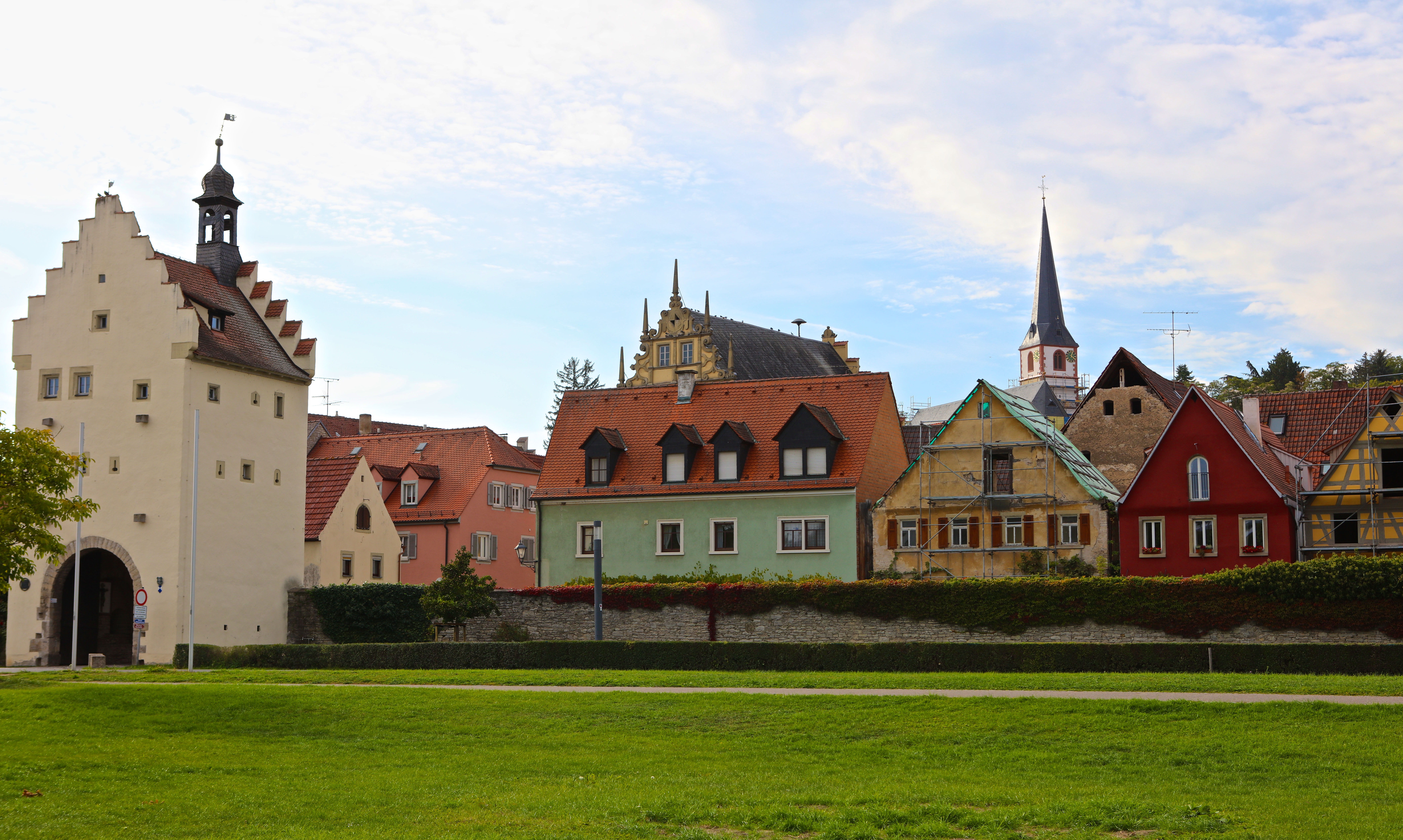
Mauerpartie beim Oberen Maintor in Sulzfeld

Die ehemalige Sulzfelder Ortsbefestigung umgibt den Kern des unterfränkischen Ortes Sulzfeld am Main als Ringmauer mit Türmen, Toren und Grabenresten. Bis heute haben sich weite Teile der Anlage aus dem 15. und 16. Jahrhundert erhalten.

## Geschichte

### Ausbau der Befestigung (bis um 1631)
Die Geschichte der Ortsbefestigung ist eng mit der fränkischen Militärgeschichte des Spätmittelalters bzw. der Frühen Neuzeit verbunden. Sulzfeld am Main war früh in den Einflussbereich des Würzburger Fürstbischofs geraten und bildete zusammen mit den anderen Dörfern entlang des Maindreiecks einen zentralen Ort für das Hochstift. Ein einschneidendes Ereignis, das den Bau einer Ortsbefestigung beförderte war im Jahr 1443 die Verpfändung der benachbarten Stadt Kitzingen an die Markgrafen von Ansbach. Damit wurde Sulzfeld zu einem Grenzort im Konflikt zwischen dem Hochstift und der Markgrafschaft.
Auch wirtschaftlich war Sulzfeld bedeutsam, wurde hier doch der für die wirtschaftliche Entwicklung der Region so bedeutsame Wein produziert. Deshalb erhielten die eigentlich kleinen Dörfer besondere Förderung, was auch den Bau einer Befestigung mit einschloss. Hinzu kam, dass die Bevölkerung des Maindorfes Sulzfeld sich den Unterhalt einer kostspieligen Befestigung auch leisten konnte. Die Baulast lag bei solchen Anlagen nicht beim Grundherren, der Aufbau musste von den Dorfbewohnern in die Wege geleitet werden. Die Bevölkerung beteiligte sich in Form von Hand- und Spanndiensten an der Aufrichtung der Mauern.
Im Jahr 1461 wurde Sulzfeld von den Truppen des Ansbacher Markgrafen Albrecht Achilles überfallen. Die Abwehr des Überfalls gelang den Dorfbewohnern lediglich, weil schon eine behelfsmäßige Wehranlage das Dorf umgab und die Sebastianskirche mit einer Kirchhofbefestigung verstärkt war. Nun erhielt der Ausbau der Befestigung auch obrigkeitliche Förderung. 1474 forderte Fürstbischof Rudolf von Scherenberg Schultheiß, Bürgermeister, Ratsherren und Gemeinde auf „Markt Sulzfeld inwendig und auswendig mit Gräben, Mauern und Türmen“ und anderen Elementen zu befestigen.
Die Befestigung wurde in den folgenden Jahrzehnten schnell ausgebaut. Die Mauertechnik der Türme verweist auf das 15. Jahrhundert. Es ist davon auszugehen, dass ein systematischer Plan vorlag. In einem im Jahr 1517 erfolgten Verzeichnis der Bewaffnung der Türme war die Anlage bereits fertiggestellt. So waren damals im sogenannten Hohen Turm drei Mann und zwei kleine Doppelhakenbüchsen untergebracht. Zusätzlich blieb der neu geschaffene Raum in Friedenszeiten nicht ungenutzt. In jedem Turm lebte eine Familie. Einzelne Bauten waren bestimmten städtischen Ämtern vorbehalten, so bot Nachtwächterturm hinter der Kirche dem namensgebenden Nachtwächter Wohnraum.
Erstmals urkundlich genannt wurden viele Teile der Ummauerung allerdings erst im Jahr 1573. Die Anlage des beginnenden 16. Jahrhunderts hatte unter den Irrungen der Reformationszeit stark zu leiden, weshalb bereits nach wenigen Jahrzehnten eine Erneuerung notwendig wurde. Im Jahr 1573, im ersten Jahr seiner Amtszeit, erließ der Würzburger Fürstbischof Julius Echter von Mespelbrunn den Befehl zur Instandsetzung der Anlage. Bis 1617 wurde auch die Kirchhofbefestigung von Sulzfeld erneuert. 1577 erneuerte man außerdem die Bewaffnungsordnung, 1582 wurden erstmals Schießübungen der Besatzungen erwähnt.

### Niedergang und Tourismus (bis heute)
Obwohl die Sulzfelder Befestigung durch die Unterstützung Echters auf dem modernsten Stand blieb, nahm die Bedeutung solcher mittelalterlichen Befestigungen ab. Insbesondere der Dreißigjährige Krieg führte zu einem Niedergang der Ortsbefestigung. Den modernen Geschützen der Kriegsparteien konnten die mittelalterlichen Befestigungen nichts entgegensetzen. So öffnete die Bevölkerung 1631 den protestantischen Schweden kampflos ihre Stadt. Auch in den folgenden Jahren wurde der Ort immer wieder eingenommen. Letztmals sind die Schweden 1647 in Sulzfeld einmarschiert.

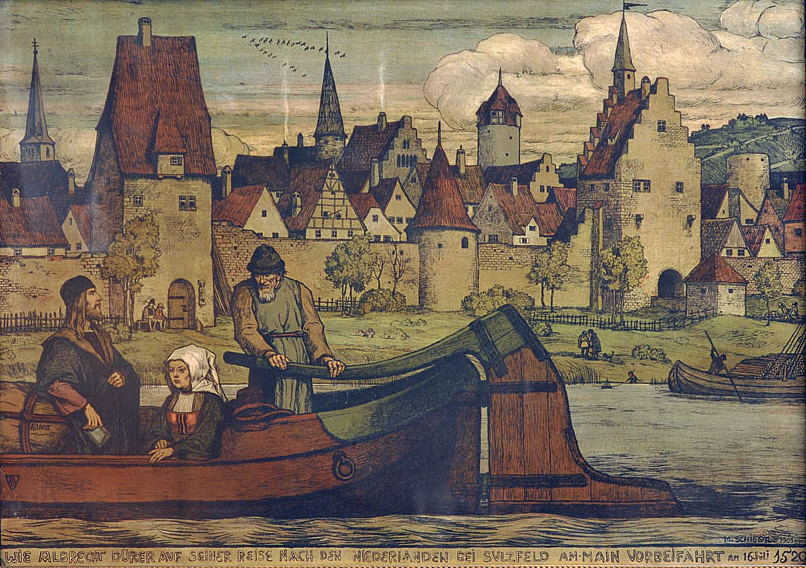
Stich von Matthäus Schiestl: Albrecht Dürer vor der Sulzfelder Befestigung, 1903

Im 18. Jahrhundert wurde nichts mehr in die Anlagen investiert, weshalb die Ortsbefestigung weitgehend verfiel. Sulzfeld hatte durchziehenden Truppen nichts mehr entgegenzusetzen. So kam es im Jahr 1798 zu einer Brandschatzung durch das Heer Napoleons. Im Zuge der Säkularisation wurden 1804 große Teile der Anlage veräußert und an Privatleute verkauft. In die Türme zogen nun der Hirte und die Polizei ein, kleinere Rundtürme verfielen in den folgenden Jahren. Bereits auf das Jahr 1804 datiert allerdings auch die erste nachweisbare Renovierung des Hohen Turms, die von Generalmajor Heinrich Göringer aus München angeregt worden war.
Die Tore der Sulzfelder Ortsbefestigung hatten noch in der ersten Hälfte des 19. Jahrhunderts den Ort von seinem Umland abgegrenzt. Sie bildeten Zollgrenzen und wurden nachts abgeschlossen. Erst im Jahr 1862 öffnete sich die Stadt. Die Holztore wurden entfernt, sodass ein Durchgang auch in der Nacht möglich war. Im 19. Jahrhundert schuf die Gemeinde außerdem weitere Durchgänge und durchbrach an mehreren Stellen die Befestigung. 1911 präsentierte sich die Anlage als ruinös: Die Ringmauer hatte nicht mehr die ursprüngliche Höhe und der ursprünglich umlaufende Graben bestand nur noch im Westen und Norden.
Erst im 20. Jahrhundert begann die planmäßige Erhaltung der Befestigungsanlagen von Sulzfeld. Eine Beschreibung aus dem Jahr 1932 betont allerdings die großen Eingriffe in die Substanz. Sulzfeld profitierte vom wachsenden Kulturtourismus zu den Mainorten. Durch den Künstler Matthäus Schiestl wurde im Jahr 1903 eine Farblithographie erstellt, die den auf der Fahrt in die Niederlande befindlichen Albrecht Dürer vor der Kulisse der Sulzfelder Befestigung zeigt. Dürer hatte 1520 in seinem Reisetagebuch von der Fahrt berichtet. Die Vermarktung vonseiten der Gemeinde beförderte die Verbindung.
Im Zweiten Weltkrieg verschanzten sich die sich zurückziehenden Teile der Wehrmacht in den Bauten der Sulzfelder Befestigung und führten sie so ein weiteres Mal ihrer ursprünglichen Nutzung als Verteidigungsanlage zu. 1945 sollen aus den Toren der Mainseite Schüsse auf die anrückenden Amerikaner abgegeben worden sein, sodass die US-Army Geschütze auf Sulzfeld richtete. Größere Zerstörungen wurden allerdings verhindert. Heute zieht die intakte Ortsbefestigung viele Touristen an. Sie ist vom Bayerischen Landesamt für Denkmalpflege als Baudenkmal eingeordnet. Untertägige Überreste von Vorgängerbauten sind als Bodendenkmal vermerkt. Außerdem rahmt sie das Ensemble Ortskern Sulzfeld am Main ein.

## Tore
Die Schauseite der Sulzfelder Befestigung verläuft in gerader Linie auf der dem Main zugewandten Südostseite. Hier wurden die besonders repräsentativen Anlagen errichtet. Darunter sind auch zwei Tore, das Obere und das Untere Maintor. Diese topographische Situation ist einzigartig für eine Ortsbefestigung in Franken und macht die Befestigung des Mainvorlandes zu einem beliebten Fotomotiv. Lediglich das Erlacher Tor im Südwesten des Ortes besteht als dritter Torbau aus der Bauzeit. Oberes Maintor und Erlacher Tor wurden im Barock mit einem hölzernen Kruzifix ausgestattet, das im Inneren aufgehängt wurde.

### Oberes Maintor
Das Obere Maintor entstand bereits im 16. Jahrhundert. Bereits in der Aufstellung der Schützen im Jahr 1517 taucht der Turm auf. Eine Inschrift auf der der Siedlung zugewandten Seite macht den Ausbau im Jahr 1573 wahrscheinlich. Wie die anderen Bauten wurde der Turm durch Bischof Julius Echter von Mespelbrunn im ersten Jahrzehnt des 17. Jahrhunderts überformt. Der Turm war aufgrund seiner Größe immer auch bewohnt. So ist 1911 der Polizeidiener und seine Familie in den Räumlichkeiten nachweisbar. Die Lage in Mainnähe führte zu mehreren Überschwemmungen. Die Hochwassermarken sind heute noch im Holztor eingeritzt.
Der Turm präsentiert sich heute als dreigeschossiger Rechteckbau. Eine rundbogige Tordurchfahrt mit einem Bruchsteinbogen leitet in das Innere über. Besonders markant ist das giebelständig errichtete Satteldach, dem auf beiden Seiten ein breiter Staffelgiebel vorgesetzt wurde. Auf der Mainseite erinnern vier Klauensteine an das ursprünglich hier angebrachte Fallgatter. Die Durchlichtung wird auf dieser Seite von wenigen Rechteckfenstern mit teilweise geleibten Rahmen übernommen, daneben sind Schießscharten zu finden.
Die Innenseite des Tores weist eine stärkere Gliederung auf. Hier führt eine hölzerne Treppe mit Überdachung in das zweite Obergeschoss. Im Giebel wurde ein Fenster mit Kielbogen angebracht, das an die Errichtung im Stil der fränkischen Spätgotik erinnert. Neben der Jahreszahl 1573 ist hier außerdem das Relief des Sulzfelder Ortswappens zu finden. Oberhalb des inneren Giebels erhebt sich ein kleiner Dachreiter mit Laterne. Das hier aufgehängte „Weinglöckchen“ verkündet im Herbst Beginn und Abschluss der Lese. 49° 42′ 28,5″ N, 10° 8′ 1,6″ O

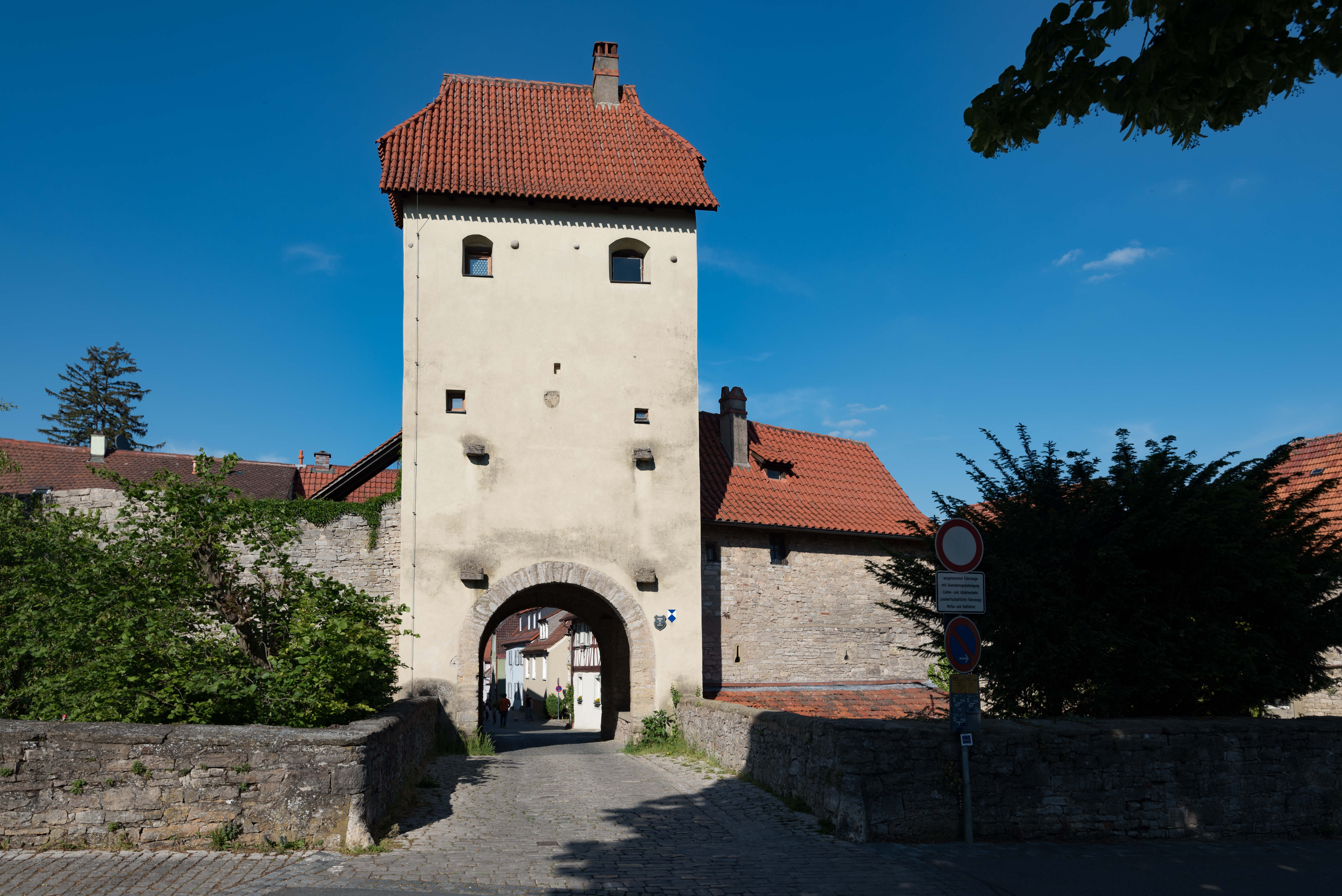
Ortsabgewandte Seite des Erlacher Tores

### Friesentor oder Unteres Maintor
Wenige Meter südwestlich des Oberen Maintors erhebt sich das Friesentor oder Unteres Maintor. Es wurde wohl zeitgleich wie sein Pendant im 16. Jahrhundert errichtet und erfuhr durch Julius Echter von Mespelbrunn einige Umbauten. Die geringere Bedeutung des Tores, das wohl in der Frühen Neuzeit lediglich als Durchgang genutzt wurde und erst im 19. Jahrhundert in ein Tor umgewandelt wurde, ist auch anhand des nachträglich eingefügten Bogens erkennbar. Im 20. Jahrhundert erhielt der Turm sein charakteristisches Aussehen, weil die Zwerchhäuser ausgebaut wurden, um den Turm als Wohnturm nutzen zu können.
Das Friesentor weist zwei Geschosse auf und schließt mit einem traufständig zum Main hin errichteten Krüppelwalmdach ab. Ein unregelmäßiger Rundbogen gewährleistet auf der Mainseite die Durchfahrt. Oberhalb des Bogens sind, wie auch beim Oberen Maintor vier Klauensteine für das Fallgatter erkennbar. Das Dach wurde auf beiden Seiten mit ausladenden Zwerchhäusern ausgestattet, die im 20. Jahrhundert kleine Rechteckfenster erhielten. Die Ortsseite weist heute einen Rechteckbogen auf. Eine überdachte Holztreppe führt in das zweite Obergeschoss. 49° 42′ 26,2″ N, 10° 7′ 59,8″ O

### Erlacher Tor
Das Erlacher Tor (auch Falterturm oder Friedhofstor) bildet den einzigen historisch gesicherten Zugang zum westlichen Teil der Stadt. Es ist nach dem heute zu Ochsenfurt gehörenden Erlach benannt. Der Name Falterturm verweist dagegen auf die historische Befestigung. Hier war ein Fallgatter zu finden, das mögliche Angreifer von einer Erstürmung der Stadt abhielt. Aus der Bezeichnung „Fall-Tor“ leitete sich später der Name Falterturm ab. Es entstand zeitgleich mit den anderen Toren und wurde im 16. Jahrhundert renoviert. Ein Wappen des Bischofs Julius Echter und die Jahreszahl 1595 befinden sich außen am Gebäude.
Das Tor besitzt drei Geschosse. Er schließt mit einem flachen Halbwalmdach ab, das traufständig errichtet wurde. Auf beiden Seiten ist der Turm durch einen Rundbogen erreichbar. Der Bogen wird von Bruchsteinen gebildet. Die wenigen Rechteckfenster, die außen und innen angebracht wurden, sind wohl im 20. Jahrhundert vergrößert worden. Der Nutzung als Wohnturm ist auch der Bau eines Schornsteins geschuldet, der der Anlage heute ihr charakteristisches Äußeres verleiht. Außen sind auch am Erlacher Tor vier Klauensteine vom ehemaligen Fallgatter zu finden. 49° 42′ 26,5″ N, 10° 7′ 49,3″ O

## Türme

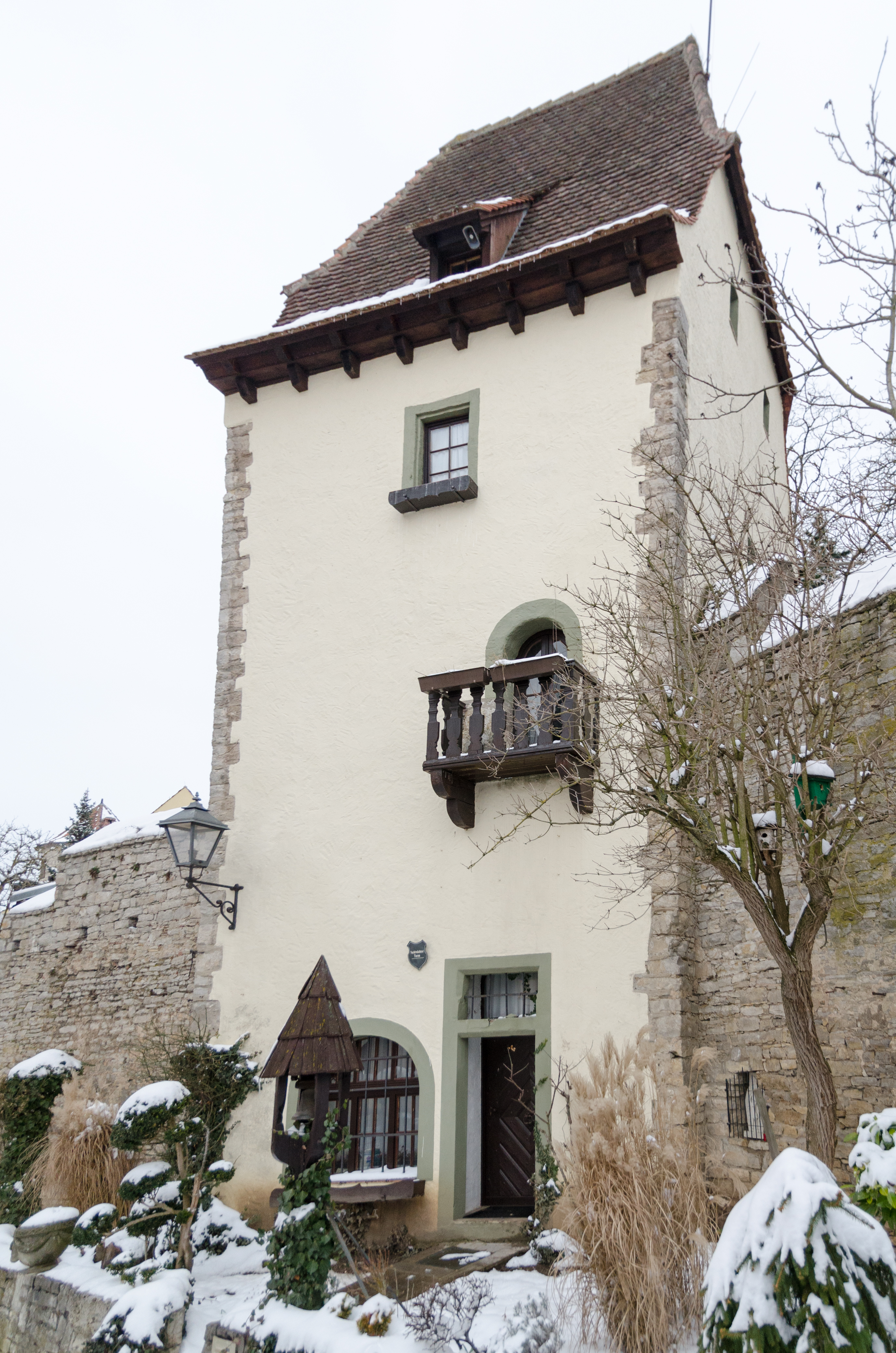
Nachtwächtersturm in Sulzfeld

Die Sulzfelder Ortsbefestigung war bereits bei ihrer Errichtung von einer Vielzahl an Türmen geprägt. Die meisten Anlagen existieren heute noch. Der Künstler Theophil Steinbrenner identifizierte im Jahr 1979 insgesamt 21 Türme, 1994 macht Hans Bauer allerdings lediglich noch 16 Türme aus. Von diesen präsentierten sich lediglich sechs als Rechtecktürme, darunter auch die Tortürme, die restlichen 15 sind Rundtürme. In einigen der Türme waren in der Vergangenheit für die Dorfgemeinschaft wichtige Institutionen untergebracht, weswegen sich für diese Türme bald auch Spitznamen einbürgerten.
Einer der bedeutenden Türme innerhalb der Befestigung ist der sogenannte Höhnleinsturm (auch Hoher Turm), der aufgrund seiner Höhe zugleich ein Wahrzeichen des Dorfes ist. Er befindet sich an der Nordecke der Befestigung, wo er einen bedeutenden Aussichtspunkt bildete. Der Turm entstand im 15. Jahrhundert und wurde im 16. Jahrhundert umgebaut. Der Höhnleinsturm besitzt drei Stockwerke und wurde mit einer gedeckten Holztreppe ausgestattet, über die er auch erschlossen wird. Der Rundturm schließt mit einem Kegeldach ab, das charakteristische Äußere des Turms wird durch vier Zwerchhäuser gebildet. 49° 42′ 33,4″ N, 10° 7′ 57,8″ O
Der Jocklerturm (Adresse Graben West 3) wurde im Westen der Stadt errichtet. Er entstand wohl bereits um 1498. Allerdings erhielt er sein heute charakteristisches Erscheinungsbild erst im 19. Jahrhundert. Dem steinsichtigen Rundturm wurde 1808 ein rechteckiger Aufbau aufgesetzt. So konnte er als Wohnhaus genutzt werden, zu dem auch ein Weinkeller und ein Schweinestall gehörten. Hierzu wurde dem Turm auch ein Toilettenhäuschen angebaut. Die Bauweise erinnert an die Türme in der Dettelbacher Stadtbefestigung, die ähnliche Aufbauten erhielten. Auch das sogenannte Kuckucksnest, ein Rechteckturm in der Maingasse 20a, wurde in ähnlicher Weise umgestaltet. 49° 42′ 27,9″ N, 10° 7′ 49″ O
Besondere Bedeutung für die Geschichte der Gemeinde haben der Gefängnisturm und der Nachtwächterturm. Der Gefängnisturm präsentiert sich als schlichter Rundturm ohne Haube. Er konnte lediglich über die Stadtmauer erreicht werden, das lediglich über eine Strickleiter erreichbare Erdgeschoss beinhaltete die Zelle, die noch im 19. Jahrhundert genutzt wurde. Der Nachtwächtersturm am Kirchplatz 4 erinnert in seinem Erscheinungsbild stärker an ein Tor als einen schlichten Turm. Hier lebte der Nachtwächter von Sulzfeld. Er wurde auch als Durchgang für die Bevölkerung genutzt, die von den Weinbergen die Gemeinde erreichte. 1927 mauerte man den Durchgang zu, sodass der Turm heute als Wohnturm genutzt werden kann. 49° 42′ 31,4″ N, 10° 7′ 51,6″ O

## Weitere erhaltene Reste
Die umlaufende Ortsmauer hat sich auf nahezu der gesamten Länge erhalten und sticht heute als bedeutendster Teil der Anlage ins Auge. Die Mauer war in großen Teil als Ringmauer aus gemauerten Bruchsteinen ausgebildet, die Bausubstanz ist noch weitgehend ursprünglich zu sehen. Sie bildet das charakteristische Sechseck, das von den Straßen Maingasse (Südosten), Peuntgraben (Südwesten), Graben West (Westen), Grabenschütt (Nordwesten) und Graben Nord (Norden) gebildet wird. In manchen Abschnitten wurde die Mauer auch mit Wohnhäusern überbaut, besonders deutlich wird dies in der Maingasse 4 und 5.
Noch im 19. Jahrhundert wurde die Ortsbefestigung von Sulzfeld durch einen umlaufenden Wassergraben begrenzt. Die Tore wurden über Zugbrücken betreten, die den Graben überspannten. Heute ist der Graben trockengelegt und in vielen Abschnitten bereits aufgeschüttet. Allerdings haben sich insbesondere im Norden und Nordwesten der Ummauerung noch Abschnitte erhalten, in denen der Graben weiterhin sichtbar ist. Vor dem Erlacher Tor wurde eine Steinbrücke errichtet. Außerdem hat sich in der Straße Grabenschütt eine Fußgängerpforte erhalten, die den Sulzfeldern den Gang zu ihren hier liegenden Weingärten erlaubte.